# 山西鹤虱
山西鹤虱（学名：Lappula shanhsiensis）为紫草科鹤虱属的植物，为中国的特有植物。分布在中国大陆的甘肃、西藏、内蒙古、山西、河北等地，生长于海拔2,100米至4,300米的地区，见于田间、山坡草地和村边，目前尚未由人工引种栽培。